# Nicola Romeo
Pour les articles homonymes, voir Romeo.
Nicola Romeo (né le 28 avril 1876 à Sant'Antimo, dans la province de Naples, en Campanie et mort le 15 août 1938 à Magreglio, sur les bords du Lac de Côme, en Lombardie) est un ingénieur et homme d'affaires italien, fondateur d'Alfa Romeo.

## Biographie

### Les débuts
Nicola Romeo était issu d'une famille modeste. Il était le fils de Maurizio Romeo et Consiglia Tagliatella. La situation financière de ses parents l'oblige à se déplacer à pied depuis leur village jusqu'à l'institut technique qu'il fréquente à Naples.
Durant ses études supérieures, il brille dans les matières scientifiques et mathématiques. En 1899, il est ingénieur diplômé de l'École polytechnique de Naples (devenue de nos jours la Faculté d'ingénieurs de l'Université de Naples Federico II), à seulement 23 ans.
Il émigre à Liège, en Belgique, où il poursuivra ses études et deviendra ingénieur en électrotechnique. Après plusieurs tentatives pour trouver du travail dans de grandes entreprises européennes, il sera retenu sur concours, chef de gare à Tivoli, à côté de Rome, ce que le jeune ingénieur refusera. Revenu en Italie, il commencera sa carrière comme représentant de commerce pour une société belge de machines-outils.

### La naissance d'Alfa Romeo
En 1911, il crée la « Società in accomandita semplice Ing. Nicola Romeo e Co. » (société en commandite simple Ingénieur Nicola Romeo & Co), dont l'objet social est la fabrication de machines pour l'extraction de tous minerais. En 1909, les ateliers de Portello près de Milan de la « Società Italiana di Automobili Darracq », en faillite, furent rachetés par un groupe d'entrepreneurs qui avaient créé l' « Anonima Lombarda Fabbrica Automobili » (A.L.F.A.), et revendus en 1915 à Nicola Romeo, qui les reconvertira pour des productions de guerre. Grâce à ses puissantes machines à air comprimé, Nicola Romeo prépara en 1916 la fameuse explosion du Livinallongo del Col di Lana.

### L'après guerre
Dès la fin de la Première Guerre mondiale, en 1918, la société qui avait absorbé les sociétés « Officine Meccaniche di Saronno », « Officine Meccaniche Tabanelli » de Rome et « Officine Ferroviarie Meridionali » de Naples changea de raison sociale pour devenir la « Società Anonima Ing. Nicola Romeo & Co. »  
La société dut faire face aux difficultés de la reconversion des productions de guerre vers des productions civiles en pleine période de récession économique. Elle voulait alors se lancer dans la fabrication de différents types de véhicules et de machines-outils, mais en fait, elle se spécialisa dans les automobiles et se forgea une solide réputation grâce à ses succès sportifs.
L'usine de Portello reprit la production d'automobiles sous la direction de l'ingénieur concepteur Vittorio Jano, qui avait travaillé auparavant chez F.I.A.T.. Les voitures furent commercialisées sous la marque Alfa Romeo, après une dure bataille juridique avec les anciens propriétaires de la marque, pour garder le nom « Alfa. » En 1920, la première voiture du nouveau constructeur est présentée, l'Alfa Romeo Torpedo 20-30 HP ES. En 1923, le modèle RL viendra l'épauler, et le pilote Ugo Sivocci, remportera la première des dix victoires à la Targa Florio. En 1924 c'est le modèle P2 qui sera lancé.
L'entreprise traitait également des travaux d'électrification des voies ferrées et la construction de locomotives électriques dans ses ateliers de l'usine de Saronno. En 1926, sera créée à Pomigliano d'Arco, à côté de Naples, une usine de construction d'avions.
Durant les années 1920, la société connaîtra une grave crise en raison de la faillite de la « Banca Italiana di Sconto », banque privée qui détenait la majorité du capital. Les changements draconiens imposés à la société pour garantir sa pérennité, dégradèrent de façon irrémédiable les rapports entre Nicola Romeo et ses associés, ce qui le poussa à quitter l'entreprise en 1928. En 1929, il sera élu sénateur du royaume d'Italie.

### Vie privée
En complément de ses activités d'entrepreneur et d'industriel, l'ingénieur Romeo garda une activité dans le domaine scientifique avec des traités de géométrie pure. Il mènera des opérations de bienfaisance en finançant une crèche dans son village natal.
Son épouse, d'origine portugaise, lui donna sept enfants : Maurizio, Edoardo, Nicola, Elena, Giulietta, Piera et Irene.
Nicola Romeo meurt le 15 août 1938, à l'âge de 62 ans, dans sa résidence de Magreglio, sur les bords du Lac de Côme.